# Marianne Alphant
Marianne Alphant, née en 1945, est une essayiste, romancière et critique littéraire française.

## Biographie
Normalienne (Sèvres, 1964) et agrégée de philosophie, Marianne Alphant travaille pour le journal Libération de 1983 à 1992. Elle dirige les « Revues parlées » du Centre Georges-Pompidou de 1993 à 2010.
Essayiste, elle a publié des études critiques sur les Pensées de Pascal et sur la série des Cathédrales de Rouen de Claude Monet, peintre auquel elle a consacré plusieurs ouvrages biographiques.

## Décoration
- Commandeure de l'ordre des Arts et des Lettres. Étant membre du conseil de l'ordre des Arts et des Lettres[1], elle est ex officio commandeur de l'ordre des Arts et des Lettres[2].

## Œuvre

### Romans
- 1975 : Grandes « O », Gallimard
- 1978 : Le Ciel à Bezons, Gallimard
- 1983 : L’Histoire enterrée, P.O.L
- 2025 : L'Atelier des poussières, P.O.L[3]

### Essais
- 1998 : Pascal : tombeau pour un ordre, Hachette Littératures. Réédité en 2023 chez P.O.L. pour le quadricentenaire de la naissance de Pascal.
- 2001 : Explications : entretiens avec Pierre Guyotat, éditions Léo Scheer
- 2001 : L'Apparition à Marie-Madeleine, (écrit en collaboration avec Guy Lafon et Daniel Arasse), Desclée de Brouwer
- 2007 : Petite Nuit, P.O.L[4]? Sur l'amour de la lecture.
- 2010 : Cathédrale(s) de Rouen : Claude Monet, éditions Point de vues
- 2013 : Ces choses-là, P.O.L. Chronique du XVIIIe siècle.

### Biographies
- 1990 : Monet entre Seine et jardin : les années d'Argenteuil, Ville d'Argenteuil
- 1993 : Monet : une vie dans le paysage, Hazan
- 1994 : Claude Monet en Norvège, Hazan
- 2021 : César et toi, P.O.L

### Traduction
- « Livre d'Ézéchiel » dans la bible, Bayard, 2001 ; avec les exégètes Marc Dubreucq et Maurice Roger.

### Articles
- Marianne Alphant, Laurent Baridon, Philippe Dagen, Claire Moulène et Thomas Schlesser, « L’histoire de l’art dans les médias », Perspective, 1 | 2017, 13-30[5].
- Marianne Alphant, Hollis Clayson, Richard Thomson et André Dombrowski, « Impressionnisme(s) aujourd’hui », Perspective, 1 | 2011, 509-522[6].

## Filmographie
- Collection « Un œil, une histoire », 9 films sur 9 historiens de l'art[7], avec Pascale Bouhénic, Paris, Doriane films, 2016 — 3 DVD[8]